# Sarcodon imbricatus
Il Sarcodon imbricatus (o Hydnum imbricatum) è un fungo della famiglia delle Hydnaceae. Esso è ritenuto da molti cercatori una variante bruna e squamosa dell'Hydnum repandum, mentre appartiene a tutt'altro genere. Nonostante ciò viene volgarmente chiamato "steccherino bruno".

Viene reputato da molti un eccellente condimento da secco, ridotto in polvere. È invece un fungo molto mediocre se consumato fresco.

## Descrizione della specie
Cappello 
Largo fino a 25 cm, inizialmente convesso, poi piano, irregolare, con una depressione al centro.

Di color bruno, presenta grosse scaglie scure che risultano più coriacee ed un po' rialzate, concentriche.
Con l'invecchiamento del fungo il cappello si inzuppa d'acqua quasi totalmente.
 Aculei 
Corti, decorrenti, separabili dal cappello, color grigio in principio, poi color bruno.
 Gambo 
8 x 5 cm, più grosso alla base, un po' eccentrico, liscio, color bruno sporco.
 Carne 
Coriacea, brunastra.
- Odore: di dadi da brodo; più intenso negli esemplari essiccati.
- Sapore: amarognolo, gradevole.

 Spore 
Marroni in massa.

## Habitat
Comune nei boschi di conifere, gregario, estate-autunno.

## Commestibilità

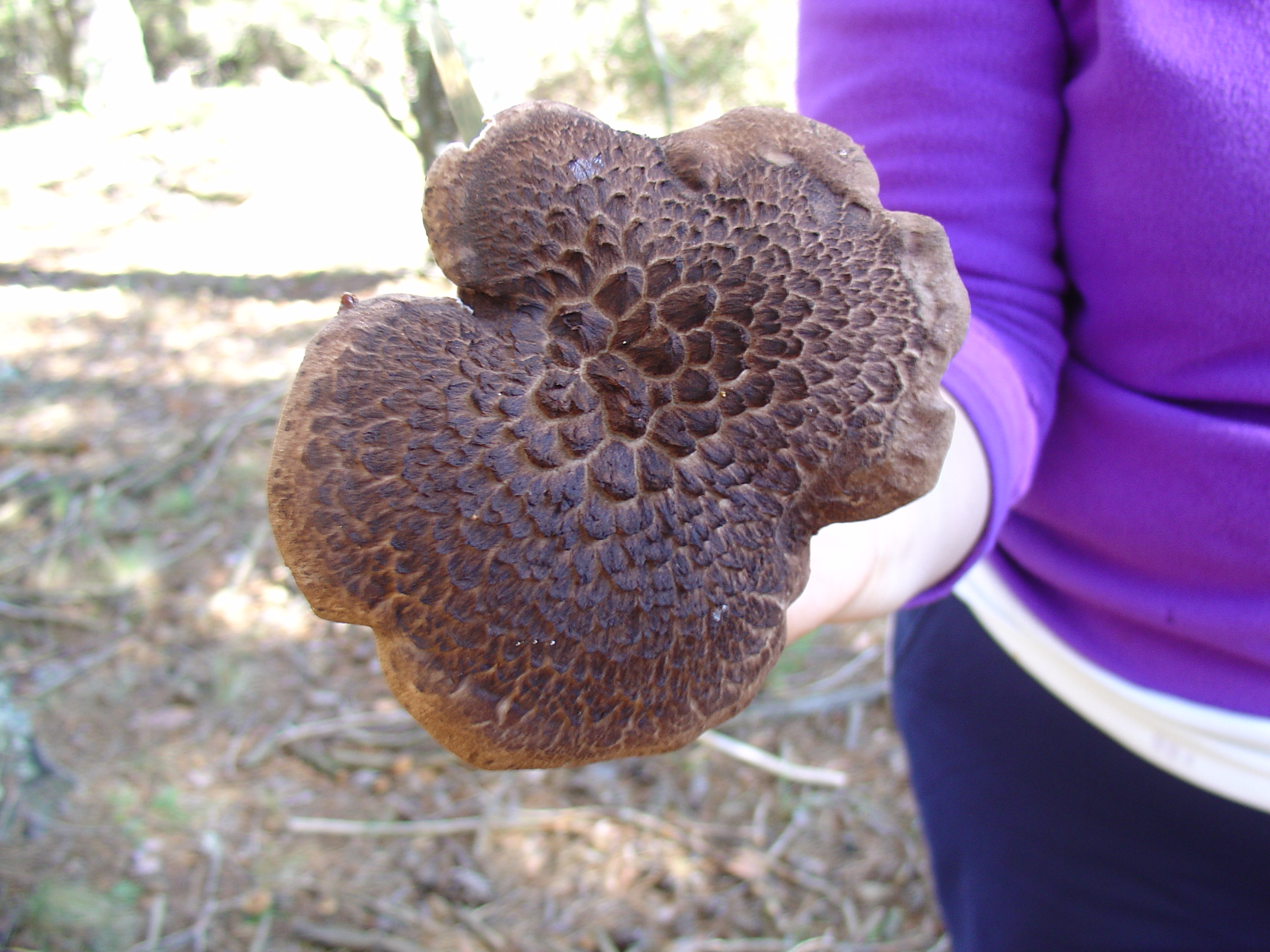
S. imbricatus

Commestibile aromatico ma esclusivamente come condimento, essiccato e ridotto in polvere; si presta molto bene ad essere adoperato come aromatizzante; ottimo per condire sughi, minestre o risotti.
Consumare preferibilmente esemplari giovani, scadente da fresco. Si sconsiglia il consumo di esemplari troppo vecchi, come quello nella foto a fianco, in quanto diventano troppo coriacei e leggermente indigesti; in tal caso si consiglia la prebollitura prima di sottoporli ad essiccazione.

## Specie simili
- Sarcodon versipelles e Sarcodon leucopus (non eduli).
- Esemplari molto vecchi e decolorati potrebbero essere occasionalmente confusi con Polyporus squamosus, che però possiede pori sotto il cappello, anziché aculei.

## Etimologia
Dal latino imbricatus = disposto a embrici sovrapposti, per via delle scaglie sul cappello.

## Nomi comuni
- Steccherino
- Steccherino bruno
- Steccherino embricato
- Sarcodone